# Ministère de la Défense nationale (Corée du Sud)
Pour les articles homonymes, voir Ministère de la Défense nationale.
Le ministère de la Défense nationale (국방부) est le département du gouvernement sud-coréen chargé de l'organisation de la défense militaire et de la sécurité nationale. 
Il dispose des chefs d'état-major des Forces armées de la république de Corée et de ses composantes, à savoir, l'armée de terre, la marine et l'armée de l'air sud-coréennes. Il comprend un service de renseignement militaire, depuis septembre 2018, il s'agit du Defense Security Support Command.
L'actuel titulaire du poste de ministre de la Défense nationale est, depuis le 5 décembre 2024, Kim Seon-ho.
Son budget de la défense est, en 2017, au 10e rang mondial. Pour l'année fiscale 2019, il est proposé un montant de 46 700 milliards de wons (soit 36 milliards d’euros).